# Teluk Dalam (Kuala Indragiri)
Teluk Dalam is een bestuurslaag in het regentschap Indragiri Hilir van de provincie Riau, Indonesië. Teluk Dalam telt 1723 inwoners (volkstelling 2010).